# Vila Santa Maria de Nazareth
A Vila Santa Maria de Nazareth é um dos bairros da cidade de Anápolis. Fica na região centro-leste da cidade. É um bairro antigo, e onde está a igreja de Imaculada Conceição, conhecida na cidade por ser dentro de uma praça fechada. Tem uma população de 6.454 habitantes, se tornando o décimo bairro mais populoso no município.

## Pontos Conhecidos

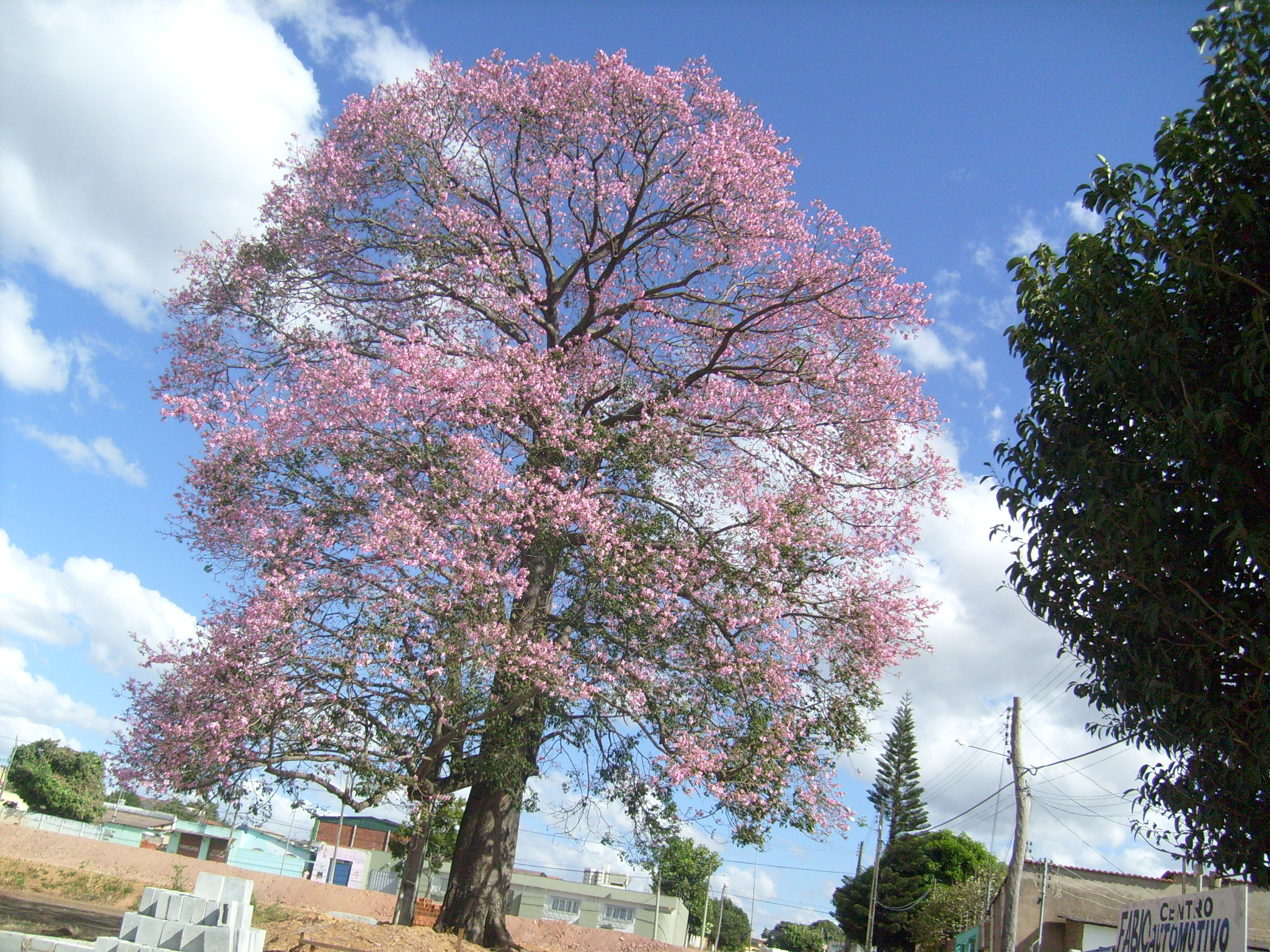
Uma árvore no Barro Preto, o campo de futebol localizado no bairro, que foi reformado em 2008.

Há um centro esportivo chamado centro esportivo "Barro Preto" que até  era chamado "Campo do Barro Preto"; 25 de julho de 2008 foram inaugurados quadra, pista de caminhada e o gramado foi trocado.[carece de fontes?]
Outro ponto conhecido no bairro é a comunidade católica de Imaculada Conceição, no meio de uma praça que cruza as duas principais avenidas do bairro.

## Educacional
Neste bairro há várias instituições particulares de Ensino Fundamental. Há ainda o "Colégio Estadual Rotary Donana", que concentra a maior parte dos alunos de Ensino Médio do bairro e principalmente alunos vindos do Residencial Vila Feliz.

## Vias importantes
Destacam-se as avenidas Dona Elvira e Ana Jacinta, ambas importantes vias de acesso às regiões oeste e norte da cidade, muitas vezes usadas para chegar a BR-153. Também destacam-se as ruas Ângelo Teles, Melchiades Crispim, Joaquim Prudêncio, Áurea Crispim etc.